# Cupa Austriei
Cupa Austriei (în germană Cup des Österreichischen Fußball-Bundes, pe scurt ÖFB-Cup) este o competiție fotbalistică anuală în sistem eliminatoriu organizată de către Federația Austriacă de Fotbal. În sezonul 2008-2009, Austria Viena a câștigat trofeul pentru a 27-a oară. Din motive de sponsorizare competiția se numește ÖFB-Samsung-Cup.

## Istorie

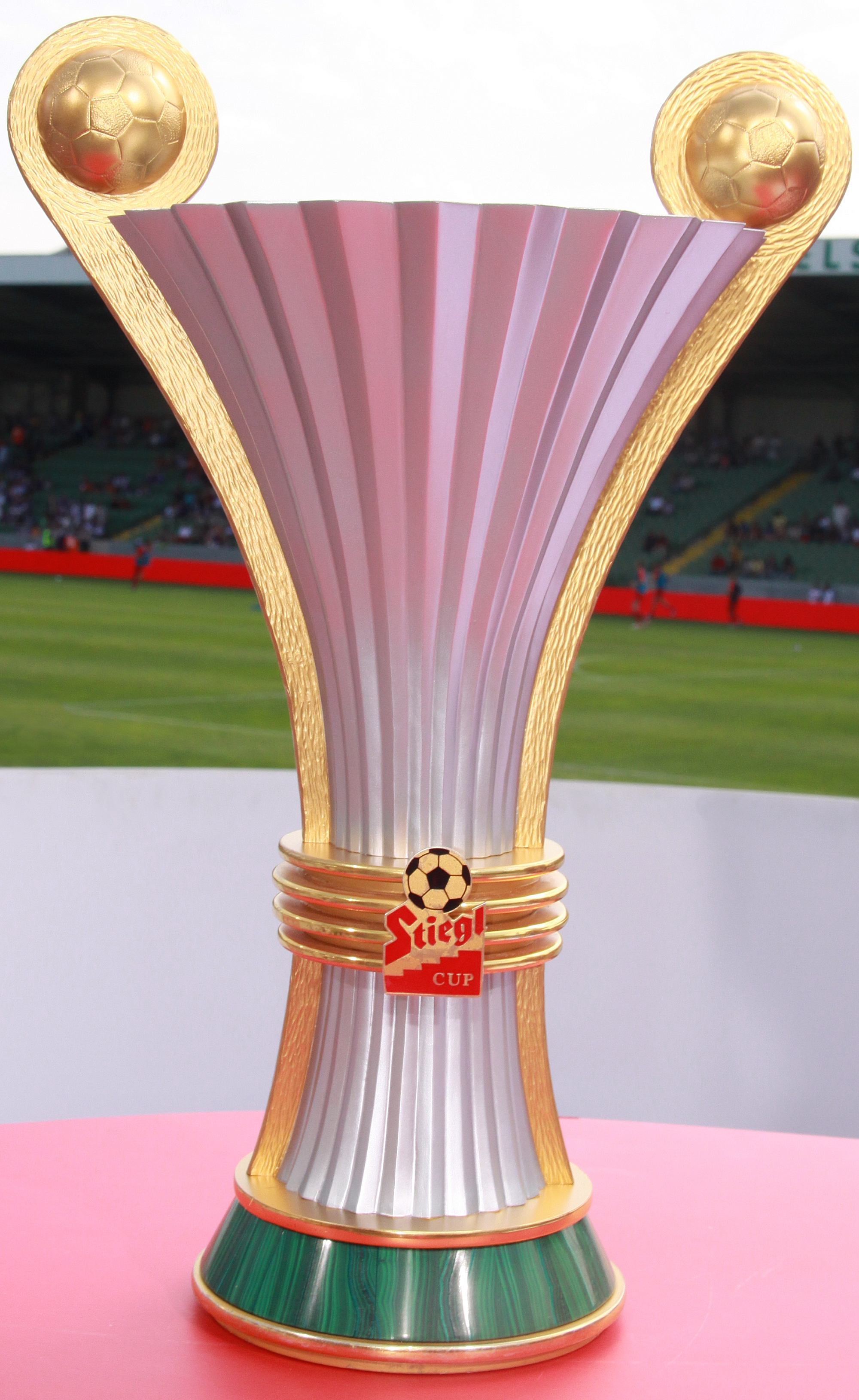
Trofeul Cupei Austriei

Se desfășoară din 1918–19, cu excepția timpului Anschluss între 1939 și 1945 și a perioadei dintre 1950 și 1958 când competiția a fost considerată de puțin interes. 
Deoarece Austria a cogăzduit Euro 2008, doar echipele din 2. Liga (nivelul doi) sau din diviziile inferioare au participat la Cupa Austriei 2007–08.
Până în 2010, turneul a fost numit după sponsorul său principal (cel mai recent fiind fabrica de bere austriacă Stiegl). De atunci, turneul s-a desfășurat sub motto-ul „Goals for Europe” („’’Tore für Europa’’”) pentru a sublinia că este cea mai rapidă cale pentru echipele austriece de a se califica în UEFA Europa League (6–7 jocuri, în funcție de divizia clubului).
După ce a câștigat cupa de 27 de ori, Austria Wien este de departe cel mai de succes concurent. Actualul deținător al trofeului este SK Puntigamer Sturm Graz.

## Finalele Cupei Austriei
| Sezon     | Câștigători                                                                                                 | Scor | Finaliști                                                                                                   |
| --------- | --- | --- | --- |
| 1918–19   | Rapid Wien                                                                                                  | 3–0 | Wiener Sport-Club                                                                                           |
| 1919–20   | Rapid Wien                                                                                                  | 5–2 | SV Amateure                                                                                                 |
| 1920–21   | SV Amateure                                                                                                 | 2–1 | Wiener Sport-Club                                                                                           |
| 1921–22   | Wiener AF                                                                                                   | 2–1 | SV Amateure                                                                                                 |
| 1922–23   | Wiener Sport-Club                                                                                           | 3–1 | SC Wacker Wien                                                                                              |
| 1923–24   | SV Amateure                                                                                                 | 8–6 d.p. | SK Slovan Wien                                                                                              |
| 1924–25   | SV Amateure                                                                                                 | 3–1 | First Vienna FC                                                                                             |
| 1925–26   | SV Amateure                                                                                                 | 4–3 | First Vienna FC                                                                                             |
| 1926–27   | Rapid Wien                                                                                                  | 3–0 | Austria Wien                                                                                                |
| 1927–28   | SK Admira Wien                                                                                              | 2–1 | Wiener AC                                                                                                   |
| 1928–29   | First Vienna FC                                                                                             | 3–2 | Rapid Wien                                                                                                  |
| 1929–30   | First Vienna FC                                                                                             | 1–0 | Austria Wien                                                                                                |
| 1930–31   | Wiener AC                                                                                                   | 16 – 15 points (RR)                                                                                         | Austria Wien                                                                                                |
| 1931–32   | SK Admira Wien                                                                                              | 6–1 | Wiener AC                                                                                                   |
| 1932–33   | Austria Wien                                                                                                | 1–0 | Brigittenauer AC                                                                                            |
| 1933–34   | SK Admira Wien                                                                                              | 8–0 | Rapid Wien                                                                                                  |
| 1934–35   | Austria Wien                                                                                                | 5–1 | Wiener AC                                                                                                   |
| 1935–36   | Austria Wien                                                                                                | 3–0 | First Vienna FC                                                                                             |
| 1936–37   | First Vienna FC                                                                                             | 2–0 | Wiener Sport-Club                                                                                           |
| 1937–38   | Schwarz-Rot Wien                                                                                            | 1–0 | Wiener Sport-Club                                                                                           |
| 1938–1945 | Cluburile austriece au participat la DFB-Pokal datorită Anschluss.                                          | Cluburile austriece au participat la DFB-Pokal datorită Anschluss.                                          | Cluburile austriece au participat la DFB-Pokal datorită Anschluss.                                          |
| 1945–46   | Rapid Wien                                                                                                  | 2–1 | First Vienna FC                                                                                             |
| 1946–47   | SC Wacker Wien                                                                                              | 4–3 | Austria Wien                                                                                                |
| 1947–48   | Austria Wien                                                                                                | 2–0 | Sturm Graz                                                                                                  |
| 1948–49   | Austria Wien                                                                                                | 5–2 | Vorwärts Steyr                                                                                              |
| 1949–1958 | Nu a avut loc nicio competiție din cauza lipsei de interes și de bani pentru Asociația Austriacă de Fotbal. | Nu a avut loc nicio competiție din cauza lipsei de interes și de bani pentru Asociația Austriacă de Fotbal. | Nu a avut loc nicio competiție din cauza lipsei de interes și de bani pentru Asociația Austriacă de Fotbal. |
| 1958–59   | Wiener AC                                                                                                   | 2–0 | Rapid Wien                                                                                                  |
| 1959–60   | Austria Wien                                                                                                | 4–2 | Rapid Wien                                                                                                  |
| 1960–61   | Rapid Wien                                                                                                  | 3–1 | First Vienna FC                                                                                             |
| 1961–62   | Austria Wien                                                                                                | 4–1 | Grazer AK                                                                                                   |
| 1962–63   | Austria Wien                                                                                                | 1–0 | LASK |
| 1963–64   | SK Admira Wien                                                                                              | 1–0 | Austria Wien                                                                                                |
| 1964–65   | LASK | 1–1 / 1–0                                                                                                   | Wiener Neustädter SC                                                                                        |
| 1965–66   | SK Admira Wien                                                                                              | 1–0 | Rapid Wien                                                                                                  |
| 1966–67   | Austria Wien                                                                                                | 1–2 / 1–0 d.p. (c)                                                                                          | LASK |
| 1967–68   | Rapid Wien                                                                                                  | 2–0 | Grazer AK                                                                                                   |
| 1968–69   | Rapid Wien                                                                                                  | 2–1 | Wiener Sport-Club                                                                                           |
| 1969–70   | Wacker Innsbruck                                                                                            | 1–0 | LASK |
| 1970–71   | Austria Wien                                                                                                | 2–1 d.p. | Rapid Wien                                                                                                  |
| 1971–72   | Rapid Wien                                                                                                  | 1–2 / 3–1                                                                                                   | Wiener Sport-Club                                                                                           |
| 1972–73   | Wacker Innsbruck                                                                                            | 1–0 / 1–2 (a)                                                                                               | Rapid Wien                                                                                                  |
| 1973–74   | Austria Wien                                                                                                | 2–1 / 1–1                                                                                                   | Austria Salzburg                                                                                            |
| 1974–75   | Wacker Innsbruck                                                                                            | 3–0 / 0–2                                                                                                   | Sturm Graz                                                                                                  |
| 1975–76   | Rapid Wien                                                                                                  | 1–0 / 1–2 (a)                                                                                               | Wacker Innsbruck                                                                                            |
| 1976–77   | Austria Wien                                                                                                | 1–0 / 3–0                                                                                                   | Wiener Sport-Club                                                                                           |
| 1977–78   | Wacker Innsbruck                                                                                            | 1–1 / 2–1                                                                                                   | VÖEST Linz                                                                                                  |
| 1978–79   | Wacker Innsbruck                                                                                            | 1–0 / 1–1                                                                                                   | Admira Wacker Wien                                                                                          |
| 1979–80   | Austria Wien                                                                                                | 0–1 / 2–0                                                                                                   | Austria Salzburg                                                                                            |
| 1980–81   | Grazer AK                                                                                                   | 0–1 / 2–0 d.p.                                                                                              | Austria Salzburg                                                                                            |
| 1981–82   | Austria Wien                                                                                                | 1–0 / 3–1                                                                                                   | Wacker Innsbruck                                                                                            |
| 1982–83   | Rapid Wien                                                                                                  | 3–0 / 5–0                                                                                                   | Wacker Innsbruck                                                                                            |
| 1983–84   | Rapid Wien                                                                                                  | 1–3 / 2–0 (a)                                                                                               | Austria Wien                                                                                                |
| 1984–85   | Rapid Wien                                                                                                  | 3–3 d.p. (6–5 p)                                                                                            | Austria Wien                                                                                                |
| 1985–86   | Austria Wien                                                                                                | 6–4 d.p. | Rapid Wien                                                                                                  |
| 1986–87   | Rapid Wien                                                                                                  | 2–0 / 2–2                                                                                                   | Swarovski Tirol                                                                                             |
| 1987–88   | Kremser SC                                                                                                  | 2–0 / 1–3 (a)                                                                                               | Swarovski Tirol                                                                                             |
| 1988–89   | Swarovski Tirol                                                                                             | 0–2 / 6–2                                                                                                   | Admira Wacker Wien                                                                                          |
| 1989–90   | Austria Wien                                                                                                | 3–1 d.p. | Rapid Wien                                                                                                  |
| 1990–91   | SV Stockerau                                                                                                | 2–1 | Rapid Wien                                                                                                  |
| 1991–92   | Austria Wien                                                                                                | 1–0 | Admira Wacker Wien                                                                                          |
| 1992–93   | Wacker Innsbruck                                                                                            | 3–1 | Rapid Wien                                                                                                  |
| 1993–94   | Austria Wien                                                                                                | 4–0 | FC Linz |
| 1994–95   | Rapid Wien                                                                                                  | 1–0 | DSV Leoben                                                                                                  |
| 1995–96   | Sturm Graz                                                                                                  | 3–1 | Admira Wacker Wien                                                                                          |
| 1996–97   | Sturm Graz                                                                                                  | 2–1 | First Vienna FC                                                                                             |
| 1997–98   | SV Ried | 3–1 | Sturm Graz                                                                                                  |
| 1998–99   | Sturm Graz                                                                                                  | 1–1 d.p. (4–2 p)                                                                                            | LASK |
| 1999–2000 | Grazer AK                                                                                                   | 2–2 d.p. (4–3 p)                                                                                            | Austria Salzburg                                                                                            |
| 2000–01   | FC Kärnten                                                                                                  | 2–1 d.p. | Tirol Innsbruck                                                                                             |
| 2001–02   | Grazer AK                                                                                                   | 3–2 | Sturm Graz                                                                                                  |
| 2002–03   | Austria Wien                                                                                                | 3–0 | FC Kärnten                                                                                                  |
| 2003–04   | Grazer AK                                                                                                   | 3–3 d.p. (5–4 p)                                                                                            | Austria Wien                                                                                                |
| 2004–05   | Austria Wien                                                                                                | 3–1 | Rapid Wien                                                                                                  |
| 2005–06   | Austria Wien                                                                                                | 3–0 | SV Mattersburg                                                                                              |
| 2006–07   | Austria Wien                                                                                                | 2–1 | SV Mattersburg                                                                                              |
| 2007–08 † | SV Horn | 2–1 | SV Feldkirchen                                                                                              |
| 2008–09   | Austria Wien                                                                                                | 3–1 d.p. | Admira Wacker Mödling                                                                                       |
| 2009–10   | Sturm Graz                                                                                                  | 1–0 | SC Wiener Neustadt                                                                                          |
| 2010–11   | SV Ried | 2–0 | SC Austria Lustenau                                                                                         |
| 2011–12   | Red Bull Salzburg                                                                                           | 3–0 | SV Ried |
| 2012–13   | FC Pasching                                                                                                 | 1–0 | Austria Wien                                                                                                |
| 2013–14   | Red Bull Salzburg                                                                                           | 4–2 | St. Pölten                                                                                                  |
| 2014–15   | Red Bull Salzburg                                                                                           | 2–0 d.p. | Austria Wien                                                                                                |
| 2015–16   | Red Bull Salzburg                                                                                           | 5–0 | Admira Wacker Mödling                                                                                       |
| 2016–17   | Red Bull Salzburg                                                                                           | 2–1 | Rapid Wien                                                                                                  |
| 2017–18   | Sturm Graz                                                                                                  | 1–0 d.p. | Red Bull Salzburg                                                                                           |
| 2018–19   | Red Bull Salzburg                                                                                           | 2–0 | Rapid Wien                                                                                                  |
| 2019–20   | Red Bull Salzburg                                                                                           | 5–0 | SC Austria Lustenau                                                                                         |
| 2020–21   | Red Bull Salzburg                                                                                           | 3–0 | LASK |
| 2021–22   | Red Bull Salzburg                                                                                           | 3–0 | SV Ried |
| 2022–23   | Sturm Graz                                                                                                  | 2–0 | Rapid Wien                                                                                                  |
| 2023–24   | Sturm Graz                                                                                                  | 2–1 | Rapid Wien                                                                                                  |
| 2024–25   | Wolfsberger AC                                                                                              | 1–0 | TSV Hartberg                                                                                                |

Notes:
- † Doar echipele din 2. Liga (Liga a doua austriacă) sau din diviziile inferioare au jucat din lipsă de timp din cauza Euro 2008 în Austria și Elveția.

## Performanță

### Performanță de club
| Club | Câștigători | Finaliști | Ani câștigători | Ani pe locul doi                                                                               |
| --- | ----------- | --------- | --- | ---------------------------------------------------------------------------------------------- |
| Austria Wien                                                                                             | 27          | 12        | 1921, 1924, 1925, 1926, 1933, 1935, 1936, 1948, 1949, 1960, 1962, 1963, 1967, 1971, 1974, 1977, 1980, 1982, 1986, 1990, 1992, 1994, 2003, 2005, 2006, 2007, 2009 | 1920, 1922, 1927, 1930, 1931, 1947, 1964, 1984, 1985, 2004, 2013, 2015                         |
| Rapid Wien                                                                                               | 14          | 16        | 1919, 1920, 1927, 1946, 1961, 1968, 1969, 1972, 1976, 1983, 1984, 1985, 1987, 1995                                                                               | 1929, 1934, 1959, 1960, 1966, 1971, 1973, 1986, 1990, 1991, 1993, 2005, 2017, 2019, 2023, 2024 |
| Red Bull Salzburg ‡                                                                                      | 9           | 5         | 2012, 2014, 2015, 2016, 2017, 2019, 2020, 2021, 2022 | 1974, 1980, 1981, 2000, 2018                                                                   |
| Wacker Innsbruck (6) (3) Swarovski Tirol (1) (2) Tirol Innsbruck (–) (1) †                               | 7           | 6         | 1970, 1973, 1975, 1978, 1979, 1989, 1993 | 1976, 1982, 1983, 1987, 1988, 2001                                                             |
| Sturm Graz                                                                                               | 7           | 4         | 1996, 1997, 1999, 2010, 2018, 2023, 2024 | 1948, 1975, 1998, 2002                                                                         |
| SK Admira Wien (5) (–) SC Wacker Wien (1) (1) Admira Wacker Wien (–) (4) Admira Wacker Mödling (–) (2) * | 6           | 7         | 1928, 1932, 1934, 1947, 1964, 1966 | 1923, 1979, 1989, 1992, 1996, 2009, 2016                                                       |
| Grazer AK                                                                                                | 4           | 2         | 1981, 2000, 2002, 2004 | 1962, 1968                                                                                     |
| First Vienna FC                                                                                          | 3           | 6         | 1929, 1930, 1937 | 1925, 1926, 1936, 1946, 1961, 1997                                                             |
| Wiener AC                                                                                                | 3           | 3         | 1931, 1938, 1959 | 1928, 1932, 1935                                                                               |
| SV Ried                                                                                                  | 2           | 2         | 1998, 2011 | 2012, 2022                                                                                     |
| Wiener Sport-Club                                                                                        | 1           | 7         | 1923 | 1919, 1921, 1937, 1938, 1969, 1972, 1977                                                       |
| LASK Linz                                                                                                | 1           | 5         | 1965 | 1963, 1967, 1970, 1999, 2021                                                                   |
| FC Kärnten                                                                                               | 1           | 1         | 2001 | 2003                                                                                           |
| Wiener AF                                                                                                | 1           | –         | 1922 | –                                                                                              |
| Kremser SC                                                                                               | 1           | –         | 1988 | –                                                                                              |
| SV Stockerau                                                                                             | 1           | –         | 1991 | –                                                                                              |
| SV Horn                                                                                                  | 1           | –         | 2008 | –                                                                                              |
| FC Pasching                                                                                              | 1           | –         | 2013 | –                                                                                              |
| Wolfsberger AC                                                                                           | 1           | –         | 2025 | –                                                                                              |
| FC Linz                                                                                                  | –           | 2         | – | 1978, 1994                                                                                     |
| SV Mattersburg                                                                                           | –           | 2         | – | 2006, 2007                                                                                     |
| SC Austria Lustenau                                                                                      | –           | 2         | – | 2011, 2020                                                                                     |
| SK Slovan Wien                                                                                           | –           | 1         | – | 1924                                                                                           |
| Brigittenauer AC                                                                                         | –           | 1         | – | 1933                                                                                           |
| Vorwärts Steyr                                                                                           | –           | 1         | – | 1949                                                                                           |
| Wiener Neustädter SC                                                                                     | –           | 1         | – | 1965                                                                                           |
| DSV Leoben                                                                                               | –           | 1         | – | 1995                                                                                           |
| SV Feldkirchen                                                                                           | –           | 1         | – | 2008                                                                                           |
| SC Wiener Neustadt                                                                                       | –           | 1         | – | 2010                                                                                           |
| St. Pölten                                                                                               | –           | 1         | – | 2014                                                                                           |
| TSV Hartberg                                                                                             | –           | 1         | – | 2025                                                                                           |

Note:
- † Toate echipele sunt cluburi disparute din Innsbruck, Tirol. Wacker Innsbruck (1915–1999), Swarovski Tirol (1986–1992) și Tirol Innsbruck (1993–2002). Ele sunt considerate a fi continuarea reciprocă.
- ‡ Compania Red Bull a cumpărat clubul pe 6 aprilie 2005 și l-a redenumit. Înainte de 2005, echipa era cunoscută ca „SV Austria Salzburg” sau „Casino Salzburg”. Au schimbat și culorile de la alb-violet în roșu-alb. Violet-Whites au format în cele din urmă un „nou club”, SV Austria Salzburg.
- * FC Admira Wacker Mödling a fost format după fuziunea lui SK Admira Wien și SC Wacker Wien în 1971, sub numele de [[FC Admira Wacker Mödling | Mödling în 1997 și fuziunea cu SK Schwadorf în 2008. Noua echipă joacă în Mödling.

## Vezi și
- Supercupa Austriei
- Bundesliga

## Legături externe
- League321.com - Rezaltele din Cupa Austriei
- Austria - Lista Finalelor, RSSSF.com